# Кахетинсько-Еретське царство
Кахетинсько-Еретське царство або Перше Кахетинське царство (1014 —1105 роки) — ранньосередньовічна грузинська держава, що утворилося після занепаду Іберійського князівства.

## Історія

### Князівський період
В античний період Кахетія увійшла до складу Іберійського царства. Тут мешкали іберійські племена картвелів (кахі, фовелі, суані, хевсури), кавказькоалбанські племена нахів (цанари, гардабанци і тушини) У III століття до н. е. цар Фарнаваз I заснував тут еріставство. Резиденцією стала фортеця Уджарма. З початком занепаду царства Іберія все більшу вагу набувають еріставі Кахетії, тісто пов'язані з панівною династією.
У 580 році після ліквідації Іберійського царства утворюється незалежне Кахетинське еріставство (князівство). У 627 року внаслідок унії приєднано до Іберійського князівства. 685 року після загибелі ерісмтавара Адарнасе II знову відновлено Кахетинське еріставство, яке перебувало під зверхністю ерісмтаварів Іберії.
786 року Грігол хорєспископ з Цанарії, здобув повну незалежність Кахетії. Тут було утворено теократичну державу, що боролася проти Абхазії та Іберії, а згодом Тао-Кларджеті за важливу область Шида-Іберія. Втім 818 року зазнав поразки від Ашота I, царя Тао-Кларджеті, і Теодозіо II.
Нове посилення Кахетії почалося за князя Самуїл Донаурі, який з перемінним успіхом боровся проти арабських емірів Вірменії та Тао-Кларджеті. При цьому зберігав союз з Тбіліським еміратом.
У 860-х роках починається протистояння з емірами Тбілісі, що послабило обидві держави. 881 року владу в Кахетії захопила династія Аревманелі. Відбувається зміна політики: відновлено союз з Тбіліським еміратом, а потім встановлюються дружні відносини з Абхазією. Це дозволило розширити володіння за рахунок держави Гереті. У боротьбі з державою Саджидів союзником стає Вірменське царство.
Наступні князі Падла II і Квіріке II вели постійні війни проти Абхазії та Гереті. 959 року вдалося підкоритися останнє. Протягом 960—970-х років здійснено декілька спроб здобути самостійність від Абхазії, але невдало.

### Період царства
1010 року Кахетія увійшла до складу Грузинського царства. Проте смерть царя Баграта III дозволило еріставі Квіріке III оголосити незалежність. Він прийняв титул царя Кахетії і Гереті. Столицю було перенесено до Телаві.
Протягом 1020-х років кахетинський цар були союзниками Грузії і Вірменії у боротьбі проти Шеддадідів. Водночас успішно боровся проти аланських вторгнень, що загрожували не лише Кахетії, а й Грузії. 1029 року після загибелі Квіріке III царство увійшло до складу Грузії.
У 1039 році Гагік I з династії Кюрінянів зумів відновити незалежність держави. Завдяки складнощам в середині Грузинського царства йому вдалося домогтися визнання себе царем. Відносини з Грузією перемежовувалися участю у війні проти Тбіліського емірату та підтримкою повсталих магнатів в самій Грузії.
Наступний цар Аґсартан I стикнувся з вторгненням тюргів-огузів та військ Сельджукської держави. Зрештою 1068 року кахетинський цар визнав зверхність султана Алп-Арслана. За цим брав участь у походах сельджуків проти Грузії та Візантії. 1082 року зумів втримати володіння під час вторгнення картлійсько-сельджуцького війська.
Наступний цар Квіріке IV вів важкі війни проти грузинського царя Давида IV, які загалом були невдалими для Кахеті-Ереті. 1104 року кахетинського царя Аґсартана II було повалено внаслідок змови, а його володії було приєднано до Грузії.

## Територія
Охоплювала землі від річки Ксані (на заході) до річки Аліджанчай (на сході) і від області Дідоеті (на півночі) до гирла Кура (на півдні).

## Устрій
На чолі стояв мепе (цар), який мав вищу судову, політичну і військову владу. Втім значний вплив мала місцева, племенна знать. Царство складалося з 7 еріставі: Руставі, Кветері, Панкісі, Шторі, Веджіні, Хорнабуджі та Мачі.

### Царі
- Квіріке III (1014—1029)
- приєднано до Грузії
- Гагік I (1039—1058)
- Аґсартан I (1058—1084)
- Квіріке IV (1084—1102)
- Аґсартан II (1102—1105)